# Aleksei Rebko
Bản mẫu:Eastern Slavic name
Aleksei Vasilyevich Rebko (tiếng Nga: Алексей Васильевич Ребко; sinh ngày 23 tháng 4 năm 1986) là một cầu thủ bóng đá thi đấu ở vị trí tiền vệ cho Rotor Volgograd.

## Sự nghiệp
Anh phá vỡ kỉ lục cầu thủ trẻ nhất thi đấu cho Spartak năm 2002, trước đó là của Aleksandr Pavlenko.
Anh có 2 lần ra sân ở UEFA Champions League 2006-07, nhưng chỉ đá tổng cộng 13 phút. Ngày 25 tháng 2 năm 2010 F.K. Dynamo Moskva ký hợp đồng với cựu tiền vệ của F.K. Moskva theo dạng chuyển nhượng tự do đến năm 2013.

## Sự nghiệp quốc tế
Rebko ra mắt cho Đội tuyển bóng đá quốc gia Nga vào ngày 5 tháng 9 năm 2009 trong trận đấu với Liechtenstein.

## Thống kê sự nghiệp

### Câu lạc bộ
Tính đến trận đấu diễn ra ngày 7 tháng 8 năm 2017
| Câu lạc bộ                | Mùa giải            | Giải vô địch                 | Giải vô địch | Giải vô địch | Cúp Quốc gia | Cúp Quốc gia | Cúp Liên đoàn | Cúp Liên đoàn | Châu lục | Châu lục  | Khác    | Khác      | Tổng cộng | Tổng cộng |
| Câu lạc bộ                | Mùa giải            | Hạng đấu                     | Số trận      | Bàn thắng    | Số trận      | Bàn thắng    | Số trận       | Bàn thắng     | Số trận  | Bàn thắng | Số trận | Bàn thắng | Số trận   | Bàn thắng |
| ------------------------- | ------------------- | ---------------------------- | ------------ | ------------ | ------------ | ------------ | ------------- | ------------- | -------- | --------- | ------- | --------- | --------- | --------- |
| Spartak Moskva            | 2002                | Giải bóng đá ngoại hạng Nga  | 1            | 0            | 1            | 0            | –             | –             | 0        | 0         | –       | –         | 2         | 0         |
| Spartak Moskva            | 2003                | Giải bóng đá ngoại hạng Nga  | 0            | 0            | 0            | 0            | –             | –             | 0        | 0         | –       | –         | 0         | 0         |
| Spartak Moskva            | 2004                | Giải bóng đá ngoại hạng Nga  | 0            | 0            | 0            | 0            | –             | –             | 1        | 0         | –       | –         | 1         | 0         |
| Spartak Moskva            | 2005                | Giải bóng đá ngoại hạng Nga  | 0            | 0            | 1            | 0            | –             | –             | –        | –         | –       | –         | 1         | 0         |
| Spartak Moskva            | 2006                | Giải bóng đá ngoại hạng Nga  | 9            | 0            | 2            | 0            | –             | –             | 2        | 0         | –       | –         | 13        | 0         |
| Spartak Moskva            | 2007                | Giải bóng đá ngoại hạng Nga  | 3            | 0            | 5            | 0            | –             | –             | 0        | 0         | –       | –         | 8         | 0         |
| Spartak Moskva            | Tổng cộng           | Tổng cộng                    | 13           | 0            | 9            | 0            | -             | -             | 3        | 0         | -       | -         | 25        | 0         |
| Rubin Kazan               | 2008                | Giải bóng đá ngoại hạng Nga  | 3            | 0            | 0            | 0            | –             | –             | –        | –         | –       | –         | 3         | 0         |
| Moskva                    | 2008                | Giải bóng đá ngoại hạng Nga  | 16           | 2            | 2            | 0            | –             | –             | 2        | 0         | –       | –         | 20        | 2         |
| Moskva                    | 2009                | Giải bóng đá ngoại hạng Nga  | 27           | 5            | 4            | 0            | –             | –             | –        | –         | –       | –         | 31        | 5         |
| Moskva                    | Tổng cộng           | Tổng cộng                    | 43           | 7            | 6            | 0            | -             | -             | 2        | 0         | -       | -         | 51        | 7         |
| Dynamo Moskva             | 2010                | Giải bóng đá ngoại hạng Nga  | 19           | 0            | 1            | 0            | –             | –             | –        | –         | –       | –         | 20        | 0         |
| Rostov                    | 2011–12             | Giải bóng đá ngoại hạng Nga  | 14           | 0            | 0            | 0            | –             | –             | –        | –         | –       | –         | 14        | 0         |
| Tom Tomsk                 | 2011–12             | Giải bóng đá ngoại hạng Nga  | 11           | 2            | 0            | 0            | –             | –             | –        | –         | –       | –         | 11        | 2         |
| Amkar Perm                | 2012–13             | Giải bóng đá ngoại hạng Nga  | 3            | 2            | 0            | 0            | –             | –             | –        | –         | –       | –         | 3         | 2         |
| Amkar Perm                | 2013–14             | Giải bóng đá ngoại hạng Nga  | 1            | 0            | 0            | 0            | –             | –             | –        | –         | –       | –         | 1         | 0         |
| Amkar Perm                | Tổng cộng           | Tổng cộng                    | 4            | 2            | 0            | 0            | -             | -             | -        | -         | -       | -         | 4         | 2         |
| Rostov                    | 2014–15             | Giải bóng đá ngoại hạng Nga  | 17           | 0            | 1            | 0            | –             | –             | –        | –         | 2       | 0         | 20        | 0         |
| Luch-Energiya Vladivostok | 2015–16             | Football National League     | 14           | 0            | 0            | 0            | –             | –             | –        | –         | –       | –         | 14        | 0         |
| Luch-Energiya Vladivostok | 2016–17             | Football National League     | 20           | 1            | 0            | 0            | –             | –             | –        | –         | –       | –         | 20        | 1         |
| Luch-Energiya Vladivostok | Tổng cộng           | Tổng cộng                    | 34           | 1            | 0            | 0            | -             | -             | -        | -         | -       | -         | 34        | 1         |
| Ararat Moskva             | 2017–18             | Professional Football League | 2            | 0            | 1            | 0            | –             | –             | –        | –         | –       | –         | 3         | 0         |
| Tổng cộng sự nghiệp       | Tổng cộng sự nghiệp | Tổng cộng sự nghiệp          | 160          | 12           | 18           | 0            | -             | -             | 5        | 0         | 2       | 0         | 185       | 12        |

### Quốc tế
| Nga national team | Nga national team | Nga national team |
| Năm               | Số trận           | Bàn thắng         |
| ----------------- | ----------------- | ----------------- |
| 2009              | 3                 | 0                 |
| Tổng cộng         | 3                 | 0                 |

Thống kê chính xác tính đến trận đấu diễn ra ngày 14 tháng 10 năm 2009